# Campionati europei di ciclismo su strada 2011
I Campionati europei di ciclismo su strada 2011 si sono svolti a Offida, in Italia, tra il 14 e il 17 luglio 2011.

## Eventi

### Cronometro individuali
Giovedì 14 luglio
- 11:00 Donne Under 23, 25,000 km
- 14:00 Uomini Juniors, 25,000 km

Venerdì 15 luglio
- 11:00 Donne Juniors, 15,100 km
- 14:00 Uomini Under-23, 25,000 km

### Corse in linea
Sabato 16 luglio
- 9:00 Donne Under-23, 124,200 km
- 14:00 Uomini Juniors, 124,200 km

Domenica 17 luglio
- 9:00 Donne Juniors, 69,000 km
- 13:00 Uomini Under-23, 179,400 km

## Medagliere
| Pos.   | Nazione     | Oro | Argento | Bronzo | Totale |
| ------ | ----------- | --- | ------- | ------ | ------ |
| 1      | Francia     | 3   | 3       | 0      | 6      |
| 2      | Italia      | 3   | 0       | 1      | 4      |
| 3      | Russia      | 1   | 1       | 2      | 4      |
| 4      | Germania    | 1   | 0       | 0      | 1      |
| 5      | Bielorussia | 0   | 2       | 1      | 3      |
| 6      | Belgio      | 0   | 1       | 1      | 2      |
| 7      | Lussemburgo | 0   | 1       | 0      | 1      |
| 8      | Lituania    | 0   | 0       | 1      | 1      |
| 8      | Norvegia    | 0   | 0       | 1      | 1      |
| 8      | Paesi Bassi | 0   | 0       | 1      | 1      |
| Totale | Totale      | 8   | 8       | 8      | 24     |

## Sommario degli eventi
| Eventi                 | Oro                              | Tempo                      | Argento                      | Tempo   | Bronzo                            | Tempo   |
| Uomini Under-23        |                                  |                            |                              |         |                                   |         |
| Gara in linea dettagli | Julian Kern Germania             | 4h43'08" Media 38,017 km/h | Sjarhej Novikaŭ Bielorussia  | s.t.    | Kanstancin Klimjankoŭ Bielorussia | s.t.    |
| Cronometro dettagli    | Yoann Paillot Francia            | 33'29" Media 44,789 km/h   | Bob Jungels Lussemburgo      | a 9"    | Vegard Stake Laengen Norvegia     | a 11"   |
| Uomini Juniors         |                                  |                            |                              |         |                                   |         |
| Gara in linea dettagli | Pierre-Henri Lecuisinier Francia | 3h07'00" Media 35,372 km/h | Olivier Le Gac Francia       | s.t.    | Loïc Vliegen Belgio               | s.t.    |
| Cronometro dettagli    | Alberto Bettiol Italia           | 35'24" Media 42,369 km/h   | Alexis Gougeard Francia      | a 2"    | Aleksej Rydakin Russia            | a 9"    |
| Donne Under-23         |                                  |                            |                              |         |                                   |         |
| Gara in linea dettagli | Larisa Pankova Russia            | 3h29'38" Media 31,598 km/h | Alena Amjaljusik Bielorussia | s.t.    | Lucinda Brand Paesi Bassi         | s.t.    |
| Cronometro dettagli    | Mélodie Lesueur Francia          | 39'15" Media 38,215 km/h   | Larisa Pankova Russia        | a 38"   | Katažina Sosna Lituania           | a 50"   |
| Donne Juniors          |                                  |                            |                              |         |                                   |         |
| Gara in linea dettagli | Rossella Ratto Italia            | 2h11'00" Media 31,551 km/h | Jessy Druyts Belgio          | a 4'31" | Chiara Vannucci Italia            | a 4'33" |
| Cronometro dettagli    | Rossella Ratto Italia            | 21'45" Media 41,351 km/h   | Mathilde Favre Francia       | a 12"   | Svetlana Kaširina Russia          | a 16"   |